# چهارفصل (کتاب)
چهارفصل نام یک کتاب ادبی است که توسط آرنولد وسکر، نویسندهٔ اهل انگلستان نوشته شده‌است. این کتاب یکی از آثار مشهور ادبی جهان است.